# Chilam Balam

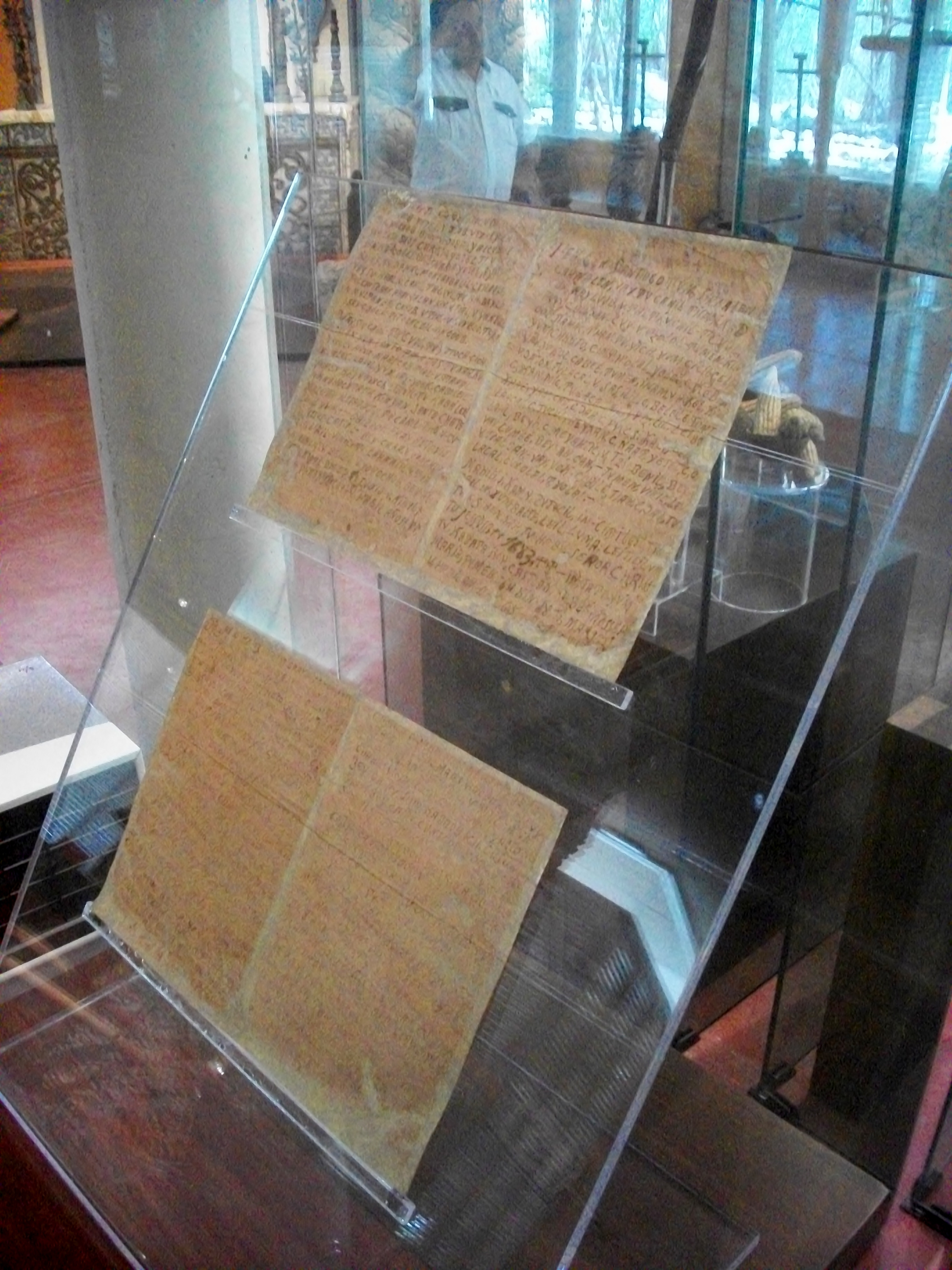
Páginas del Chilam Balam de Ticul, escritas en el siglo XVIII, que se exhiben en el Museo del Pueblo Maya en Dzibilchaltún, Yucatán, México.

Chilam Balam (del maya yucateco: Chilam Báalam) es el nombre de varios libros que relatan hechos y circunstancias históricas de la civilización maya. Escritos en lengua maya, por personajes anónimos, durante los siglos XVI y XVII, en la península de Yucatán. A ese nombre se le agrega el nombre de la población en donde fueron escritos, por ejemplo, el Chilam Balam de Chumayel, etc. Son fuente importante para el conocimiento de la religión, historia, folclor, medicina y astronomía maya precolombina.
Hubo libros del Chilam Balam que fueron redactados antes de la conquista española. Durante la época colonial, la mayor parte de los escritos y vestigios de la religión maya fueron destruidos por los misioneros católicos españoles, al considerar que tales vestigios representaban influencias paganas y por tanto nocivas para la catequización de los mayas.
Los libros actuales del Chilam Balam fueron escritos por los mayas después de la conquista, presuntamente propiciados por los europeos, por lo que en su redacción se nota ya la influencia de la cultura española, sobre todo en materia religiosa. También existe la versión de que fueron escritos por ayudantes indígenas de frailes. Los libros en su conjunto relatan acontecimientos de relevancia histórica consignados conforme a los katunes (períodos de 20 años) del calendario maya.
Los relatos dejan constancia de las tradiciones religiosas del pueblo original, así como de su devenir histórico. Algunos historiadores piensan que los libros podrían contener cierta información que habría provenido, a través de la memoria colectiva, de los escritos destruidos en el auto de fe de Maní del arzobispo Diego de Landa (1524-1579).

Desde el siglo XVI, indígenas evangelizados recopilaron, en el alfabeto latino, viejas memorias orales vertidas en códices o dibujos. Así se fueron reuniendo textos de diversa naturaleza: cosmogonías, calendarios, astronomía, rituales, crónicas y profecías; todos sin estructura unitaria. Entre esas memorias están los libros del profeta Chilam Balam de la región de Chumayel en Yucatán. En el texto se dice, es la “Profecía de Chilam Balam, que era cantor, en la antigua Maní”, quien preparaba a los mayas sobre la llegada de un “Padre, señor del cielo y de la tierra”.

Se estima que originalmente existían más textos del Chilam Balam, aunque solamente unos cuantos han llegado hasta hoy.

## Libros de «Chilam Balam»

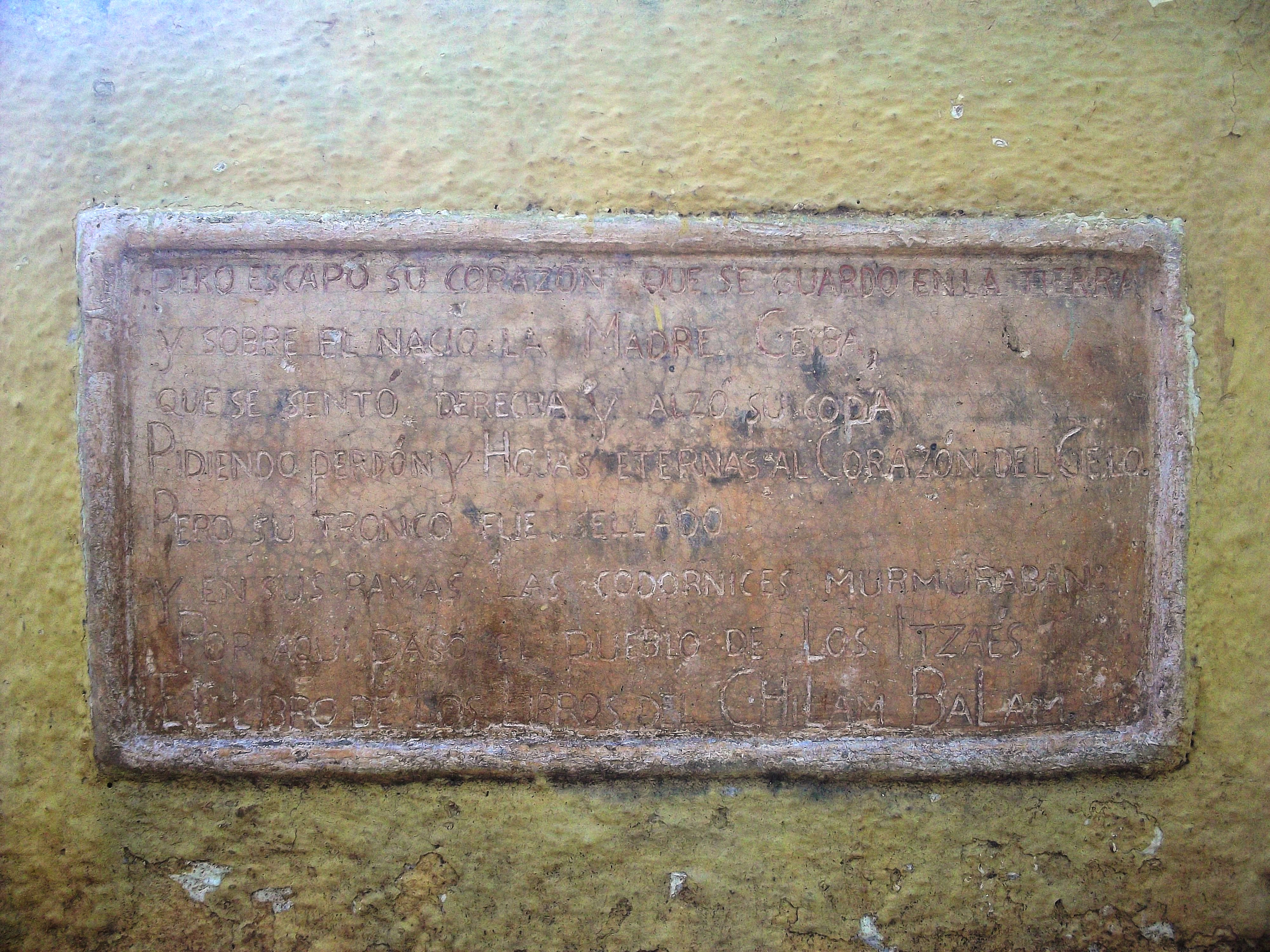
Frases del Chilam Balam.

Cada gran poblado escribió su propio libro, por lo cual existe el Chilam Balam de varias localidades. Entre los más importantes se encuentran los siguientes:
- Chilam Balam de Chumayel, el más completo y quizá el más importante. Hay versiones en varias lenguas, y destacan las realizadas por Peret y Le Clézio (al francés), por Ralph L. Roys (al inglés) y por Antonio Mediz Bolio (al español).[3]
- Chilam Balam de Kaua, que formó parte de la colección de William E. Gates.
- Chilam Balam de Ixil
- Chilam Balam de Maní
- Chilam Balam de Nah (en el municipio de Teabo). Contiene datos sobre herbolaria maya. Es parecido al de Kaua y junto con este formó parte de la colección de William E. Gates. Contiene material médico que fue traducido por Ralph L. Roys al inglés y publicado en 1931.[4]
- Chilam Balam de Tekax
- Chilam Balam de Tizimín
- Chilam Balam de Tusik
- Chilam Balam de Yaxkukul

En el siglo XIX, el filólogo yucateco Juan Pío Pérez, realizó una recopilación fragmentaria de los Chilam Balam de Maní, Kaua e Ixil, junto con otros documentos importantes, con el propósito de estudiar la cronología de los mayas en Yucatán. A esta publicación que el autor denominó Principales épocas de la historia antigua de Yucatán, más tarde se le dio el nombre indebido de Códice Pérez con el que se le conoce en la península de Yucatán. A este respecto, el historiador y también mayista Alfredo Barrera Vásquez señaló:

"El nombre de Códice Pérez se presta a confusiones ya que a un fragmento de él.... se le ha llamado "Pérez Codex". El verdadero título que Juan Pío Pérez le dio es: Principales épocas de la historia antigua de Yucatán.... Además del fragmento llamado así (Pérez Codex), existe el manuscrito precortesiano "Codex Peresianus", que nada tiene que ver con Pío Pérez, ni con los libros de Chilam Balam, de un modo directo. El "Codex Peresianus", o Códice de París, se guarda en la Biblioteca Nacional de París y es, por supuesto, documento original jeroglífico".

## Etimología
No hay una certeza absoluta acerca de la traducción de las palabras chilam báalam, debido a que el idioma maya utiliza muchas palabras polisémicas; entonces ambas palabras tienen varios significados disímiles:
- báalam: ‘brujo’, ‘mago’, o ‘jaguar’ (que puede ser también un dios jaguar); se utiliza también como patronímico y toponímico.
- chilam (‘boca’ o ‘el que es boca’) es el título que se daba a los sacerdotes religiosos, que interpretaban los libros y la voluntad de los dioses.

Se puede traducir como
- ‘boca del brujo’,
- ‘boca del jaguar’,
- ‘boca del dios jaguar’,
- ‘sacerdote brujo’,
- ‘sacerdote jaguar’ o
- ‘sacerdote del dios jaguar’.